# Jarābulus
Jarābulus (arabiska: جرابلس) är en distriktshuvudort i Syrien.   Den ligger i provinsen Aleppo, i den norra delen av landet, 400 kilometer norr om huvudstaden Damaskus. Jarābulus ligger 350 meter över havet och antalet invånare är 24 997.
Terrängen runt Jarābulus är platt. Det finns inga andra samhällen i närheten. 
Trakten runt Jarābulus består till största delen av jordbruksmark. Runt Jarābulus är det ganska tätbefolkat, med 86 invånare per kvadratkilometer.